# La Maison aux fenêtres qui rient
Pour plus de détails, voir Fiche technique et Distribution.
La Maison aux fenêtres qui rient (La casa dalle finestre che ridono) est un film italien réalisé par Pupi Avati, sorti en 1976.
Le film suit un artiste spécialisé dans la restauration de fresques. Stefano est invité par un ami à exercer ses talents dans l'église d'un petit village italien. Loin d'être épaulé par le prêtre, il ressent assez vite l'hostilité d'une partie du village qui s'oppose à la résurrection de cette pièce de collection.

## Synopsis
Stefano est un jeune artiste qui, via son ami Antonio, s'est vu confier par le maire d'une ville de la province de Ferrare la restauration d'une fresque macabre dans une église locale. L'œuvre a été réalisée par un peintre local fou qui s'était suicidé 20 ans plus tôt, Buono Legnani, et représente le martyre de Saint-Sébastien.
Stefano est fasciné par la fresque, mais des conversations avec le curé Don Orsi et d'autres personnes du quartier suffisent à le convaincre que l'œuvre et son auteur ne sont pas tenus en haute estime par les habitants. Des appels téléphoniques anonymes l'invitent à partir et à renoncer à la restauration, et quelques phrases sibyllines de Coppola, l'irascible et alcoolique chauffeur de taxi local, lui insufflent le soupçon que la fresque et son auteur cachent un mystère que la torpeur apparente de la ville ne peut complètement occulter.
La confirmation de ses soupçons vient d'Antonio, qui lui annonce des découvertes choquantes sur une « maison aux fenêtres qui rient ». Mais Antonio meurt avant de pouvoir en dire plus, en tombant de la fenêtre de la chambre d'hôtel où ils devaient se retrouver. Les autorités locales s'empressent de classer cet événement tragique dans la catégorie des suicides, malgré le témoignage de Stefano qui affirme avoir vu l'ombre d'un individu se déplacer derrière le rideau de la fenêtre.
Une force obscure manœuvre dans l'ombre pour empêcher la vérité d'éclater, et la ville se méfie tellement du jeune restaurateur que le propriétaire de l'hôtel où il loge l'expulse sous une excuse bateau bientôt démentie par la femme de chambre.
Lidio, un jeune enfant de chœur, vient à son secours et lui trouve un logement dans une villa patricienne délabrée, apparemment habitée par une vieille femme alitée par une infirmité. Il y trouve par hasard un vieux magnétophone avec lequel il entend des phrases délirantes. Convaincu qu'il s'agit de la voix de Legnani, Stefano enquête sur la vie du peintre, mais n'obtient que des informations fragmentaires : surnommé « le peintre des agonies » en raison de son habitude de représenter des personnes à l'article de la mort, il avait passé son enfance au Brésil avec ses deux sœurs, avec lesquelles il s'était livré à d'étranges rituels incestueux qui l'avaient rendu assez fou pour se suicider en s'immolant par le feu, et il était mort sans que son corps ne soit jamais retrouvé.
Les travaux de restauration sont pratiquement terminés et Stefano a entamé une relation avec la jeune institutrice Francesca ; il est d'ailleurs venu partager son logement à la villa avec elle. C'est alors que Stefano, après être allé récupérer les quelques biens d'Antonio, entre en possession d'un dossier jauni montrant comment son ami a mené une enquête détaillée sur la vie du peintre, à l'issue de laquelle il soupçonne les sœurs d'avoir fourni à Legnani des cadavres à peindre. Il existe une vieille photographie prise au Brésil qui les montre : Stefano reconnaît immédiatement la forte ressemblance entre les deux femmes et les figures des Érinyes qui, dans la fresque, déchirent le corps du martyr. Cependant, l'excitation de cette découverte laisse rapidement place à la colère lorsqu'il se rend compte que la fresque a été défigurée à l'acide pour faire disparaître les figures féminines, détruisant ainsi son travail.
Aigri et pressé par sa petite amie terrifiée, il décide de quitter le village le lendemain matin. Mais, au moment de partir, il rencontre Coppola qui décide de briser le silence sur Buono Legnani et ses sœurs, afin de se venger des autorités du village qui lui ont retiré sa licence de taxi. Il l'accompagne dans une ferme abandonnée, la maison aux fenêtres qui rient dont Antonio lui avait parlé, autrefois résidence du peintre, et dont les fenêtres sont grotesquement décorées de gigantesques bouches souriantes. Coppola lui raconte comment ses sœurs, encore vivantes, se procuraient les sujets à peindre, qui étaient d'abord torturés puis, une fois morts, enterrés près de la ferme. En creusant un peu, il lui montre la grande quantité de restes humains cachés dans le sol.
Bouleversé par ce qu'il a appris, Stefano se précipite pour dire à Francesca de partir dès que possible. Mais il retrouve son cadavre, mutilé et pendu par les bras. Coppola ayant également disparu, le restaurateur n'a d'autre choix que de retourner au village et de tout rapporter aux carabiniers, qui ne trouvent aucune confirmation de son histoire car quelqu'un s'est empressé de faire disparaître toutes les preuves; au même moment, le corps de Coppola est également retrouvé dans la rivière.
Stefano est invité par le maire à dormir au village et à partir le lendemain matin. Mais pendant la nuit, il est attiré dans la villa en ruine, où il est témoin de la torture de Lidio par les sœurs Legnani, dans une transposition macabre de la fresque. L'une des sœurs, que Stefano reconnaît comme étant la logeuse paralytique, ouvre une armoire et lui montre un grand récipient dans lequel les restes du peintre sont conservés dans du formol.
Alors que Stefano est distrait, la seconde sœur parvient à le blesser gravement. Il parvient néanmoins à s'échapper et à se cacher dans la végétation touffue du jardin. Le lendemain, bien qu'affaibli par l'hémorragie, il parvient à retourner au village pour demander de l'aide, mais les villageois, barricadés derrière des fenêtres fermées, font semblant de ne pas entendre ses cris désespérés, et il se dirige vers l'église à la recherche de Don Orsi.
C'est là que Stefano vit son dernier drame : le curé n'est autre que la deuxième sœur Legnani qui, avec le faux paralytique, le menace pour qu'il termine ce qu'il a commencé la veille. Au loin, on entend les sirènes de la police de Ferrare, préalablement alertée par le maire Solmi.

## Fiche technique
- Titre français : La Maison aux fenêtres qui rient ou La Porte de l'enfer[1]
- Titre original italien : La casa dalle finestre che ridono
- Réalisation : Pupi Avati
- Scénario : Antonio Avati, Pupi Avati, Gianni Cavina et Maurizio Costanzo
- Production : Antonio Avati et  Gianni Minervini
- Société de production : A.M.A. Film
- Musique : Amedeo Tommasi
- Photographie : Pasquale Rachini
- Montage : Giuseppe Baghdighian
- Décors : Luciana Morosetti
- Costumes : Luciana Morosetti
- Pays d'origine : Italie
- Format : Couleurs - 1,85:1 - Mono - 35 mm
- Genre : Giallo
- Durée : 110 minutes
- Date de sortie : 
  - Italie : 16 août 1976

## Distribution
- Lino Capolicchio : Stefano
- Francesca Marciano : Francesca
- Gianni Cavina : Coppola
- Giulio Pizzirani : Antonio Mazza
- Bob Tonelli : le maire Solmi
- Vanna Busoni : l'enseignante
- Pietro Brambilla : Lidio
- Ferdinando Orlandi : le policier
- Andrea Matteuzzi : Poppi
- Ines Ciaschetti : la concierge
- Eugene Walter : le prêtre
- Flavia Giorgi : la femme de Poppi
- Arrigo Lucchini : Grocer
- Carla Astolfi : la femme de chambre de la pension
- Pina Borione : Laura Legnani

## Production

### Genèse et développement
Pupi Avati a eu l'idée du film à partir d'un épisode de son enfance. Dans la ville où il vivait, la tombe d'un prêtre a été ouverte, mais les restes appartenaient mystérieusement à une femme. La tante du futur réalisateur, pour le faire taire lorsqu'il était enfant, le menaçait de l'arrivée éventuelle d'une "femme prêtre", un croquemitaine qu'elle avait inventé sur la base de l'incident susmentionné.
Une version originale du scénario a été élaborée au début des années 70 sous le nom de La luce dell'ultimo piano. 

### Attribution des rôles
Le jeune Lidio est interprété par Pietro Brambilla, un acteur originaire de Crémone (neveu d'Ugo Tognazzi) presque inconnu ; cependant, la même année, il a joué le jeune protagoniste néofasciste de San Babila : Un crime inutile.

### Tournage
Le film a été tourné en cinq semaines entre avril et mai 1976 à Comacchio et Minerbio, en Émilie-Romagne, bien que le générique indique les studios Incir De Paolis à Rome pour des raisons purement administratives.
La maison aux fenêtres qui rient était un chalet, aujourd'hui disparu, situé près de Malalbergo, dans la province de Bologne. La villa où séjournent Stefano et Francesca est la Villa Boccaccini, à Porto Garibaldi, dans la province de Ferrare. Une partie du film a été tournée à quelques kilomètres de là, à Comacchio, où l'on peut voir la loggia de l'église des frères capucins (l'arrivée de Stefano et la course en taxi de Coppola) et d'autres détails du centre du village ; dans la scène où Stefano assiste à la chute nocturne de Mazza par la fenêtre ; lorsque Stefano se rend chez l'épicier (l'acteur bolonais Arrigo Lucchini) pour enquêter sur la vente d'acide muriatique ; lorsque, dans la scène finale, Stefano monte dans le side-car de Coppola, se blesse et va demander de l'aide, etc. L'église se trouve à San Giovanni in Triario, dans la commune de Minerbio, tandis que la trattoria "Poppi" se trouve à San Martino in Soverzano, un hameau de la même commune.
Le 6 mai 1976, à 21 h 6, les premières secousses sismiques se produisent dans le Frioul. L'équipe se trouve à Comacchio, devant une fausse auberge, pour filmer la scène du meurtre d'Antonio Mazza, qui est poussé du balcon de l'immeuble. Cesare Bastelli se souvient que les secousses étaient si fortes que les cloches de l'église, à quelques mètres de là, sonnaient toutes seules. 
Dans un documentaire présent sur l'édition américaine du DVD édité par Image Entertainment, on apprend que la main du plan final est celle du réalisateur.

## Exploitation
Le film a été distribué dans les cinémas italiens par Euro International Film le 16 août 1976. Il a rapporté un total de 722 135 201 lires sur le marché national.

### Accueil critique
Mereghetti écrit que « l'idée gagnante d'Avati (...) était de transformer la Bassa padana, un quartier ensoleillé et endormi avec de nombreux squelettes cachés dans les armoires, en un théâtre idéal pour un film d'horreur. À l'époque, il a été remarqué par les critiques, mais ce n'est que plus tard qu'il est devenu un film culte. Le retournement final (...) et la fin ouverte sont magnifiques ».
En France, le site Psychovision indique : « Malgré quelque temps morts, la fin du film est un modèle du genre, particulièrement flippant, et ce sans avoir recours à des effets spéciaux, tout comme pour Zeder. Une œuvre marquante, donc, et qui reste toujours aussi efficace trente ans plus tard. Un film hautement recommandable, un classique du genre ».

### Récompenses et distinctions
- Prix de la critique au Festival du film fantastique de Paris en 1979.
- Nomination au prix du meilleur film, lors du festival Fantasporto en 1983.